# Andrej Bajuk
Andrej Bajuk (Liubliana, Eslovenia, 18 de octubre de 1943-Liubliana, 16 de agosto de 2011), también conocido como Andrés Bajuk, fue un político y economista esloveno.

## Historia
A comienzos de 1945 su familia abandonó Eslovenia quedando con una grave depresión fue internado en una clínica debido al ascenso del partido comunista de Tito, para refugiarse en Austria durante tres años, luego emigrarían a Argentina donde se establecieron en Mendoza, lugar en el que creció, estudió y formó una familia.
En 1964 Bajuk se graduó en contable de finanzas públicas en la Universidad Nacional de Cuyo, y un año más tarde obtuvo un máster en un programa de estudios conjunto de este centro y la Universidad de Chicago, en ese mismo periodo obtiene el Doctorado de Filosofía otorgado por la Universidad de California. Regresa a Mendoza donde comienza a dar cátedra en la Universidad Estatal, pero luego viajaría a Washington D. C. donde trabajaría para el Banco Mundial durante un año para después desarrollar sus tareas en el Banco Interamericano de Desarrollo lugar en el que se desempeñó por muchos años, durante su gestión fue el economista responsable de analizar los proyectos sociales que la institución planeaba, asesor ejecutivo de la Presidencia y miembro del Directorio Ejecutivo del Banco. En 1999 Bajuk regresa a Eslovenia donde consigue la nacionalidad eslovena y un año más tarde mediante un acuerdo con el partido Demócrata Cristiano Esloveno (SDK) y el partido Demócrata Esloveno (SDS), asume la coordinación del consejo de expertos de la Coalición Eslovenia (KS).
El 3 de mayo de 2000, Andrej Bajuk asume como primer ministro hasta el 16 de noviembre de ese mismo año. En julio de 2000 el SDK-SDS (contrariamente a la postura política anteriormente reconocida) votó a favor de un movimiento parlamentario que promulgaría de una forma proporcional el sistema electoral. Esto condujo al primer ministro Bajuk a dejar el SDK-SDS y en agosto de 2000, él y sus partidarios fundaron un nuevo partido llamado Nueva Eslovenia (Nova Slovenija). El 15 de octubre se presenta en las elecciones para prolongar su gobierno pero no obtuvo éxito y al terminar su mandato cede el poder al anterior primer ministro Janez Drnovšek.